# Historische regio's van Slovenië

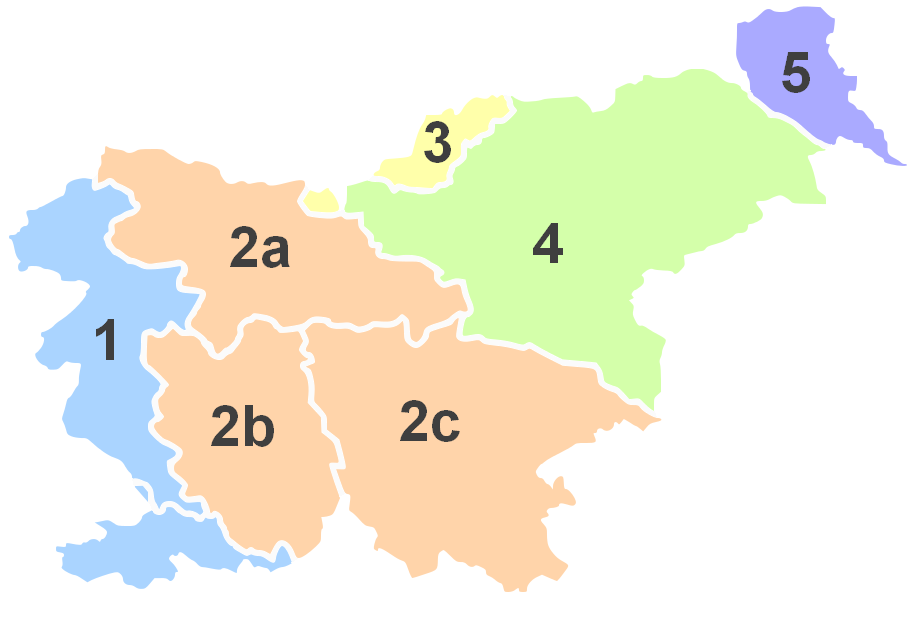
Historische kroonlanden

Van oudsher bestaat Slovenië in een groot aantal historische regio's en subregio's, die in het dagelijks spraakgebruik een grote rol spelen. Deze regio's zijn gebaseerd op de kroonlanden uit de Oostenrijks-Hongaarse dubbelmonarchie:
- 1: Primorska (Küstenland)
- 2: Kranjska (Krain)
  - 2a: Gorenjska (Oberkrain)
  - 2b: Notranjska (Innerkrain)
  - 2c: Dolenjska (Unterkrain)
- 3: Koroška (Karinthië)
- 4: Štajerska (Stiermarken)
- 5: Prekmurje (Overmur)